# 查爾斯頓鎮區 (愛荷華州李縣)
查爾斯頓鎮區（英語：Charleston Township）是位於美國愛荷華州李縣的一個行政鎮區。

## 地方資料
根據2010年美國人口普查的數據，查爾斯頓鎮區的面積為91.17平方千米，當中陸地面積為91.13平方千米，而水域面積為0.04平方千米。當地共有人口733人，而人口密度為每平方千米8.04人。